# E-4 (航空機)
E-4 ナイトウォッチ
E-4B
- 用途：空中指揮所
- 製造者：ボーイング社
- 運用者： アメリカ合衆国（アメリカ空軍）
- 初飛行：1974年
- 生産数：4機
- ユニットコスト：2億2,300万USドル (1998年)

E-4B ナイトウォッチはボーイング747-200Bをもとに改造された、アメリカ合衆国の国家空中作戦センター（NAOC National Airborne Operations Center）として運用される航空機である。
核戦争・大規模災害などに際し、地上での指揮が取れない場合に備えてアメリカ合衆国大統領・国防長官などの国家指揮権限(NCA)保持者および指揮幕僚を搭乗させ、アメリカ軍を空中から指揮する。E-4には初期型のE-4Aと改修型のE-4Bがある。

## 概要
核戦争への対応を前提としているため、搭載する電子機器には核爆発により発する電磁パルス(EMP)に対するシールドが施されている。搭載する通信機器を介したアメリカ軍ICBM部隊・SLBM部隊・戦略爆撃部隊の指揮能力を持つ。
この機はネブラスカ州オファット空軍基地の空軍第55航空団に所属し、4機が就役している。航空戦闘軍団が管理を行い、アメリカ戦略軍の指揮を受ける。アメリカ合衆国大統領の近くには必ず1機以上のE-4Bが待機し、大統領がエアフォースワン（VC-25）で外遊する場合などでも必ず随行する（近隣の空港・在外アメリカ軍基地にて待機する）。
一時、退役が検討されたが、2011年から近代化改修が行われている。なお、E-4就役時には大統領専用機（エアフォースワン）にはVC-137が用いられており、E-4はあくまでも有事用の機体であった。
2001年9月11日に発生したアメリカ同時多発テロ事件では、事件発生直後にワシントンD.C.上空を飛行している姿をCNNが撮影しているが、アメリカ政府公式報告の中に、同機に関する言及がない。
また発生当時、43代合衆国大統領ジョージ・W・ブッシュはフロリダ州を訪問しており、専用機で移動しているので本機も随伴していた。大統領は当日中にルイジアナ州バークスデール空軍基地（給油と国民に向けた声明発表を行うため）と本機が所属しているネブラスカ州オファット空軍基地、更に大統領専用機が所属するメリーランド州アンドルーズ空軍基地と３つの空軍基地を経由してワシントンD.C.へと帰還した。しかし、いずれの移動にも本機が使用されることはなかった。
2017年6月23日、ネブラスカ州オファット空軍基地周辺で竜巻が発生、軍用機10機が損傷を受けた。この中には普段、動静が明らかにされていないE-4が2機含まれており注目を集めた。
現在では国防長官の外遊にも使われ、飛行中に同行した記者団に会見する。

## 開発
アメリカ空軍は老朽化してきていたEC-135J空中指揮機の後継機を1971年より検討していた。この計画は発展型空中指揮機(AABNCAP,Advanced Airborne Command Post)/481B計画として検討が続けられた。1973年2月にボーイング747-200を改装し、国家空中指揮機・E-4A2機を製造する契約が、空軍電子システム部(Air Force Electronic Systems Division)とボーイング社の間で結ばれている。製造中の機体の転用であったため、原型機は1973年6月19日に初飛行している。1973年7月には3機目の発注もなされた。E-4Aは暫定的な機体であり、指揮統制用の通信・電子機器はEC-135Jと同等であった。E-4は機体が大型化されたこともあり、EC-135よりも搭載量が大きかった。後に搭載量を生かして、新規電子器材の追加搭載を行なっている。この新規電子器材の開発は、E-システム社が請け負っていた。1号機・2号機はJT9Dエンジン、3号機はF103-GE-100エンジンを装備していたが、1号機・2号機も後にF103に換装されている。1号機は1974年12月、2号機・3号機は1975年に配備された。
1973年12月に改良型のE-4Bが発注された。これは1979年12月21日に納入されている。E-4Bは空中給油装置が付加され、胴体前部上方に瘤状の衛星通信用SHFアンテナファリングが設けられた。VLFアンテナの設置位置も変更され、EMP対策も強化されている。1985年までにE-4A 3機もE-4B仕様に改装されている。E-4Bからは国家中枢の指揮機としてだけではなく、戦略軍司令部用のルッキング・グラス任務機としても用いることができるようになった。その後も必要に応じ、通信機能等の強化が行われており、1980年代後半にはEHF衛星通信機も搭載された。

## 改造した点
E-4Bのベース機であるボーイング747-200Bと基本的に飛行性能は同じであると思われる。しかし、任務に応じた改造がなされている。
内装の変更
キャビン内には国家指揮権限作業区画、会議室、ブリーフィングルーム、戦闘幕僚作業室、通信管制センター、休憩室、記者会見室などを設置している。
空中給油受油装置の付与
任務の性質上、長時間空中に留まる可能性があることから空中受油設備を備える。しかし、エンジンオイルは空中給油によって補充することができないため、航続時間はエンジンオイルがなくなるまでの72時間に限られる。受油口は機首に設置された。なお、無給油では12時間の航続能力を持つ。
各種電子機器の追加
搭載された電子機器は核爆発によるEMPに対抗するためのシールドを施してある。EHF（ミリ波）通信による衛星通信能力、VLF（超長波）通信による対潜水艦通信能力などを備える。機体上部の出っ張りはSHF/EHFアンテナ。LF/VLFアンテナは長さ6kmで、機体尾部から曳航する。

## レイアウト

### 上部デッキ
- フライトデッキ
コクピットには機長・副操縦士・航空機関士・ナビゲーター（航空士あるいは航空通信士に相当するものと思われる）が乗務する。フライトクルーのラウンジ・仮眠区画などはフライトデッキ後方に設置されている。

### 中央デッキ
- 会議室/映写室
会議用の区画、その後部にプロジェクタ映写室がある。映写室でブリーフィングルームで表示される映像をコントロールしている。
- 国家指揮権限作業区画(NCA-Area)
国家指揮権限作業区画は大統領用の区画で、執務室・仮眠ベッド・更衣室を備え付けている（大統領も含め、運用時に搭乗する最も位の高い者が利用する）。
- ブリーフィング・ルーム
作戦計画等の情報伝達（ブリーフィング）を行う。会議机では21の椅子が利用できる（高級幹部用3席、一般用18席）。
ブリーフィング・ルーム後方に、2つのプロジェクタを有する。
- 通信管制区画
機体に搭載されている通信装置などのコントロールを行う区画。データを扱う区画と音声通信を扱う区画で分けられている。
- フライト・アビオニクス区画
この区画には、全体の電源パネルや航空用電子機器の本体、液体酸素タンク等が設置されている。
また、応急修理用のスペアパーツなども収納されている。

### 下部デッキ
- 前方下部装備品区画(Forward Equipment Area)
この区画には、VLF通信機本体や、SHF通信機本体が設置されている。
- 後方下部装備品区画
メンテナンスコンソールと、作戦専用の装備などが設置される。
- 下部アンテナ区画
6kmの曳航式アンテナが収納されている。

## 呼称の変遷
EC-135の後継機として発注された当初の呼称は発展型空中国家指揮所 (AANCP・AABNCP Advanced Airborne National Command Post) 。
その後、国家緊急空中指揮所 (NEACP National Emergency Airborne Command Post) と呼称が変更される。
1994年以降、冷戦構造の崩壊によって核戦争の差し迫った危機もなくなり、大規模災害への対応のためにFEMA長官の要請で被災地域支援をするようにもなった。そのため、前述した現在の呼称に変更された。
E-4は全面核戦争の指揮を目的とした機体であったことから「世界の終わりの日のための飛行機」（ドゥームズデイ・プレーン Doomsday Planes) とも呼ばれている。

## 仕様
- 全幅：59.64m
- 全長：70.51m
- 全高：19.33m
- 翼面積：510.95m
- 自重：180,000kg
- 全備重量：362,900kg
- 最高速度：マッハ0.86
- エンジン：GE製 CF6-50E2（軍識別符号：F103-GE-100）ターボファンエンジン 4基

## 登場作品
- インデペンデンス・デイ（1996年・アメリカ映画） 小説版に登場。映画には登場しない。
- トータル・フィアーズ（2002年・アメリカ映画）

## 後継機材
機材の老朽化が深刻な為、後継機の開発に着手。2024年、シエラ・ネヴァダ・コーポレーションが後継機の開発を130億ドルで受注した。
大韓航空で退役予定のボーイング747-8iを5機購入の上で改修する。